# الطرق والمواصلات في دسوق

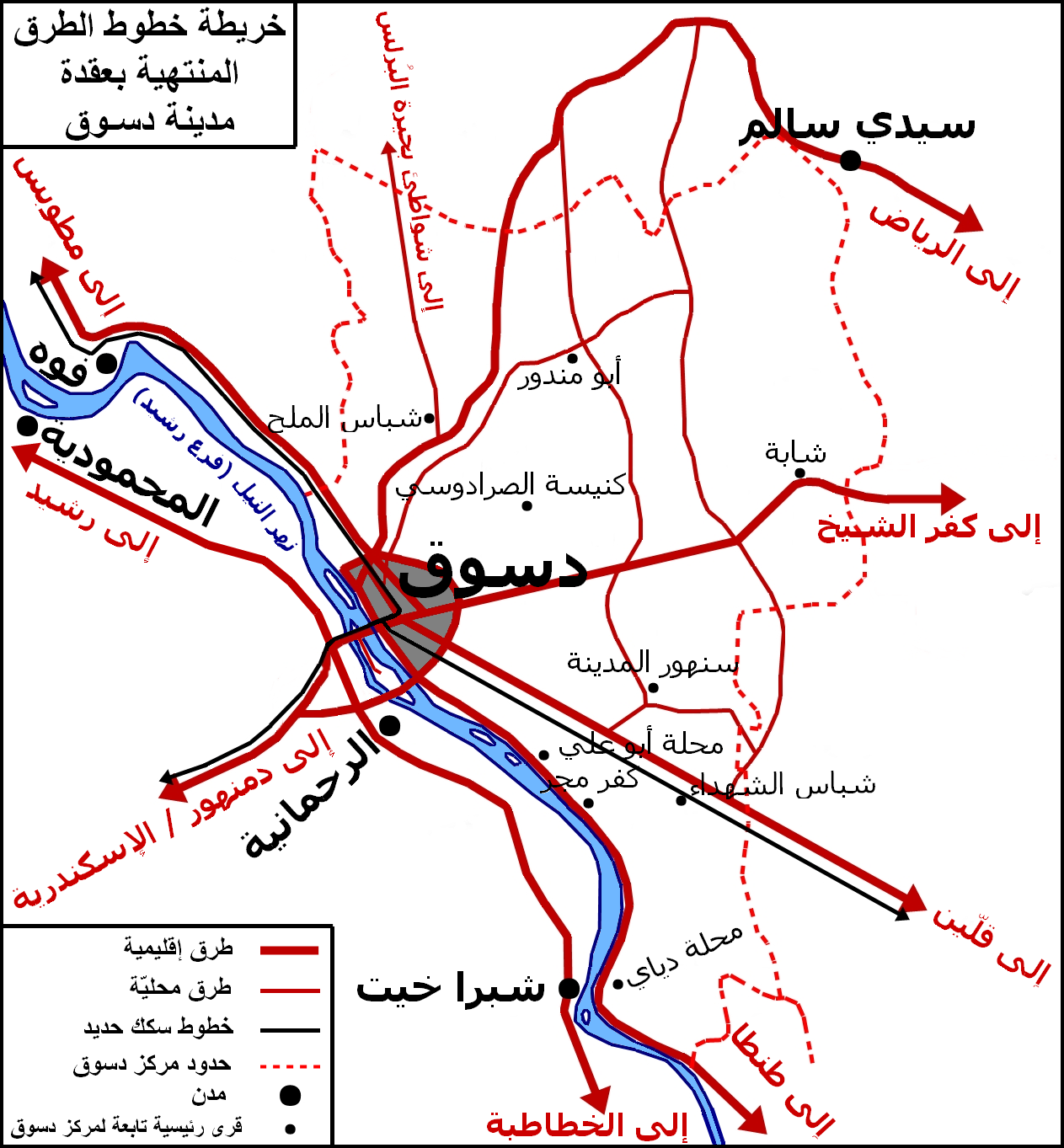
خريطة وصلات الطرق المنتهية بعقدة مدينة دسوق

تعد مدينة دسوق البوابة الغربية الرئيسة لمنطقة شمال دلتا النيل عموماً ومحافظة كفر الشيخ خصوصاً، ونظراً لتوسط موقع المدينة بين محافظات كفر الشيخ، والبحيرة، والإسكندرية، والغربية؛ وإشرافها على نهر النيل، ووقوعها كحداً فاصلاً بين إقليم الحاصلات التقليدية جنوباً وإقليم الأرز[ ؟ ] شمالاً، أصبح للمدينة سمة عقدية نقلية، لتحكمها في عدة محاور نقلية تنتهي إليها أو تعبرها، وذلك جعلها البوابة الرئيسية التي تصل شرق ووسط الدلتا بغربها حتى الإسكندرية والساحل الشمالي الغربي.

## شبكة الطرق الإقليمية

### الطرق البرية
تقع مدينة دسوق في الجانب الشرقي لنهر النيل (فرع رشيد)، في أقصى غرب محافظة كفر الشيخ، ويحيط بالمدينة شبكة طرق برية مباشرة تصل إلى المدن الهامة المحيطة مثل مدينة كفر الشيخ (عاصمة محافظة كفر الشيخ)، ودمنهور (عاصمة محافظة البحيرة)، وطنطا (عاصمة محافظة الغربية).
وعلى ذلك فإن أهم الطرق الإقليمية الواصلة بين مدينة دسوق والمدن المجاورة هي:
| من - إلى         | حال الطريق | طول الطريق التقريبي (كم) | عرض الطريق (متر) |
| ---------------- | ---------- | ------------------------ | ---------------- |
| دسوق - كفر الشيخ | مرصوف      | 35                       | 15               |
| دسوق - دمنهور    | مرصوف      | 23                       | 15               |
| دسوق - مطوبس     | مرصوف      | 28                       | 15               |
| دسوق - طنطا      | مرصوف      | 60                       | 10               |

ويصل إجمال طول الطرق المرصوفة -بشكل عام- إلى 195,5 كيلومتر، بينما يبلغ طول الطرق الترابية 56 كيلومتراً، ويلاحظ أن الطرق بشكل عام ذات عروض ضيقة إلى حدٍ ما، فبعضها يتراوح بين 5 إلى 10 أمتار، بينما هناك طرق ذات عرض 15 متراً وهي الطرق الإقليمية باستثناء طريق دسوق - طنطا.

## حركة العمل اليومية والإقليمية
الجدول التالي يوضح المسافات بين مدينة دسوق وأهم المدن (بحسب بُعد المسافة تصاعدياً):
| من مدينة دسوق إلى | من مدينة دسوق إلى | المسافة بالكيلومتر | خريطة                                           |
| ----------------- | ----------------- | ------------------ | ----------------------------------------------- |
| الرحمانية         | محافظة البحيرة    | 2                  | دسوق الرحمانيةالطرق والمواصلات في دسوق (Egypt)  |
| فوه               | محافظة كفر الشيخ  | 11                 | دسوق فوهالطرق والمواصلات في دسوق (Egypt)        |
| شبراخيت           | محافظة البحيرة    | 14                 | دسوق شبراخيتالطرق والمواصلات في دسوق (Egypt)    |
| المحمودية         | محافظة البحيرة    | 17                 | دسوق المحموديةالطرق والمواصلات في دسوق (Egypt)  |
| دمنهور            | محافظة البحيرة    | 18                 | دسوق دمنهورالطرق والمواصلات في دسوق (Egypt)     |
| قلين              | محافظة كفر الشيخ  | 19                 | دسوق قلينالطرق والمواصلات في دسوق (Egypt)       |
| سيدي سالم         | محافظة كفر الشيخ  | 22                 | دسوق سيدي سالمالطرق والمواصلات في دسوق (Egypt)  |
| مطوبس             | محافظة كفر الشيخ  | 23                 | دسوق مطوبسالطرق والمواصلات في دسوق (Egypt)      |
| بسيون             | محافظة الغربية    | 27                 | دسوق بسيونالطرق والمواصلات في دسوق (Egypt)      |
| كفر الشيخ         | محافظة كفر الشيخ  | 29                 | دسوق كفر الشيخالطرق والمواصلات في دسوق (Egypt)  |
| طنطا              | محافظة الغربية    | 53                 | دسوق طنطاالطرق والمواصلات في دسوق (Egypt)       |
| الإسكندرية        | محافظة الإسكندرية | 70                 | دسوق الإسكندريةالطرق والمواصلات في دسوق (Egypt) |
| القاهرة           | محافظة القاهرة    | 140                | دسوق القاهرةالطرق والمواصلات في دسوق (Egypt)    |

يمتد تأثير مدينة دسوق إلى خارج حدود مركزها، فما زال أهل هذه القرى من المراكز الأخرى مرتبطون بالمدينة، وذلك لأجل القرب الجغرافي أو للترابط المعنوي والتاريخي، حيث أن بعض القرى كانت توابه لمركز دسوق قديماً، وهذا يؤثر على تحديد إقليم مدينة دسوق. والجدول التالي يوضح المسافات بالكيلومتر بين مدينة دسوق وأهم القرى:
| من - إلى               | المسافة بالكيلومتر | القرية تابعة لــ |
| ---------------------- | ------------------ | ---------------- |
| دسوق - سد خميس         | 18                 | مركز سيدي سالم   |
| دسوق - برية لاصيفر     | 21                 | مركز سيدي سالم   |
| دسوق - العجوزين        | 12                 | مركز دسوق        |
| دسوق - شباس الملح      | 9                  | مركز دسوق        |
| دسوق - محلة أبو علي    | 8                  | مركز دسوق        |
| دسوق - سنهور المدينة   | 10                 | مركز دسوق        |
| دسوق - أبو غنيمة       | 18                 | مركز سيدي سالم   |
| دسوق - أبو مندور       | 14                 | مركز دسوق        |
| دسوق - حصة الغنيمي     | 22                 | مركز سيدي سالم   |
| دسوق - محلة دياي       | 18                 | مركز دسوق        |
| دسوق - الصافية         | 18                 | مركز دسوق        |
| دسوق - كنيسة الصرادوسي | 8                  | مركز دسوق        |
| دسوق - كفر أبو زيادة   | 16                 | مركز دسوق        |
| دسوق - شباس الشهداء    | 11                 | مركز دسوق        |
| دسوق - المندورة        | 18                 | مركز دسوق        |

## معرض الصور

### النقل البري

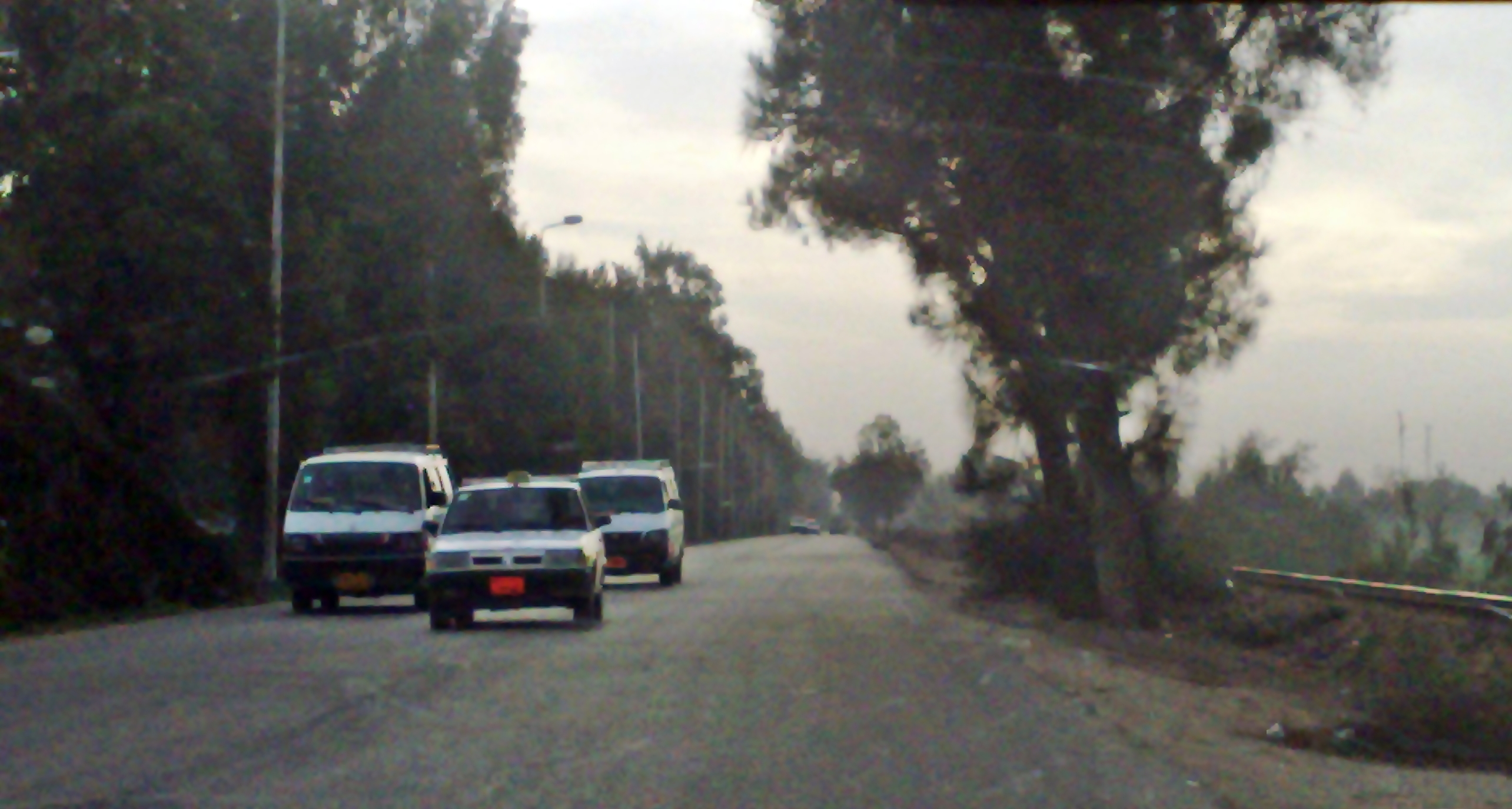
طريق دسوق - دمنهور
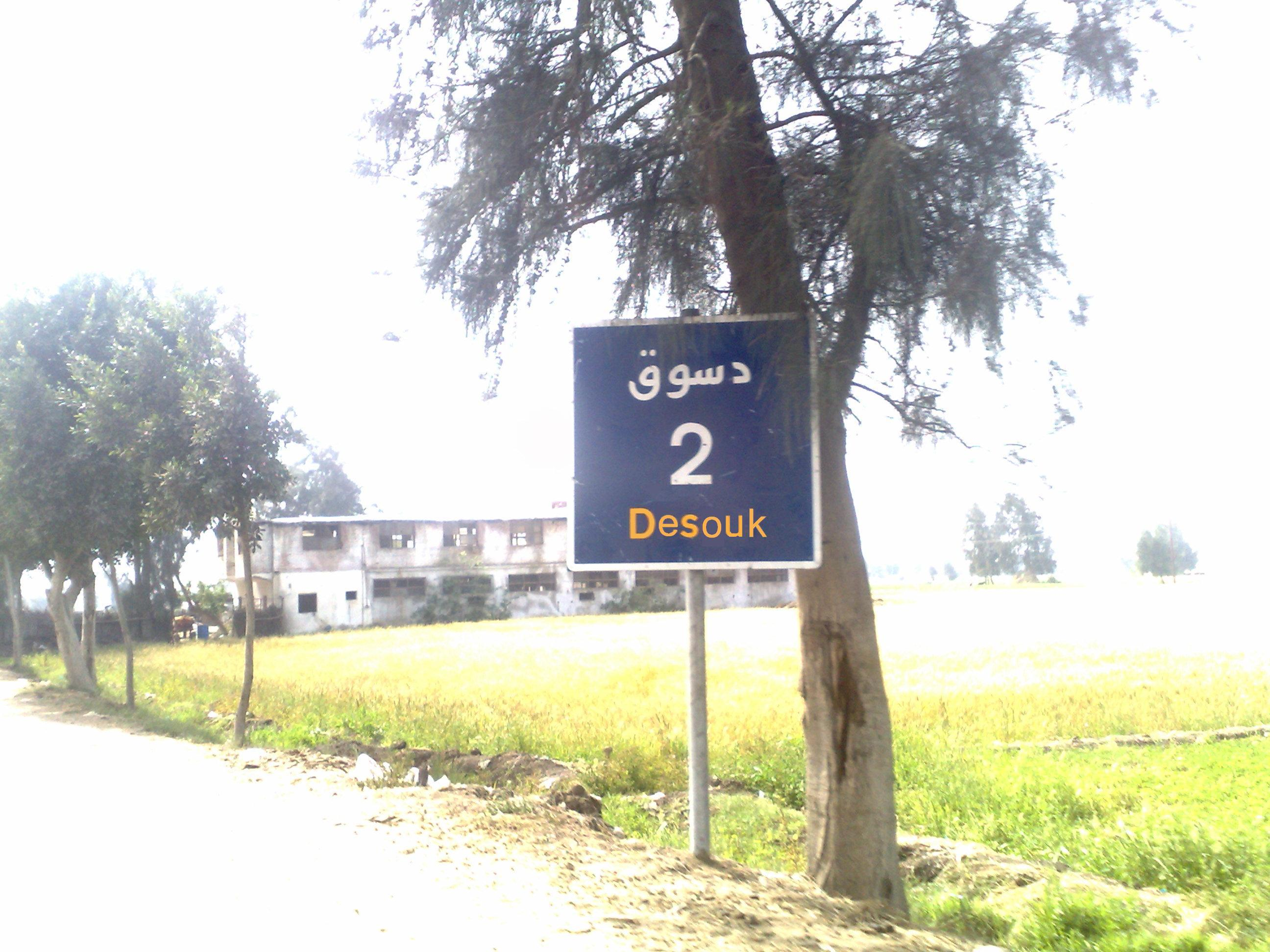
لافتة إرشادية على طريق دسوق - كفر الشيخ
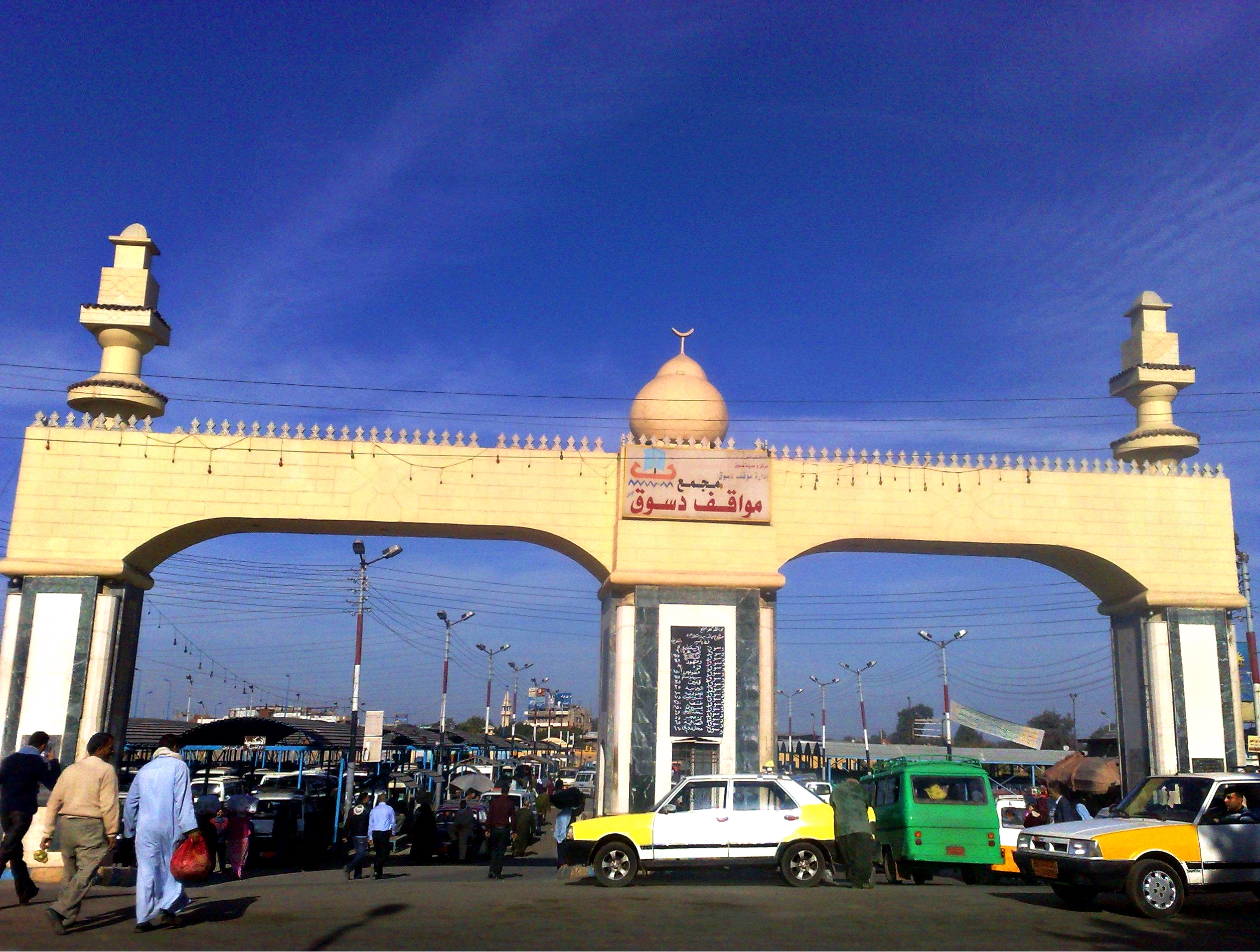
مجمع مواقف دسوق
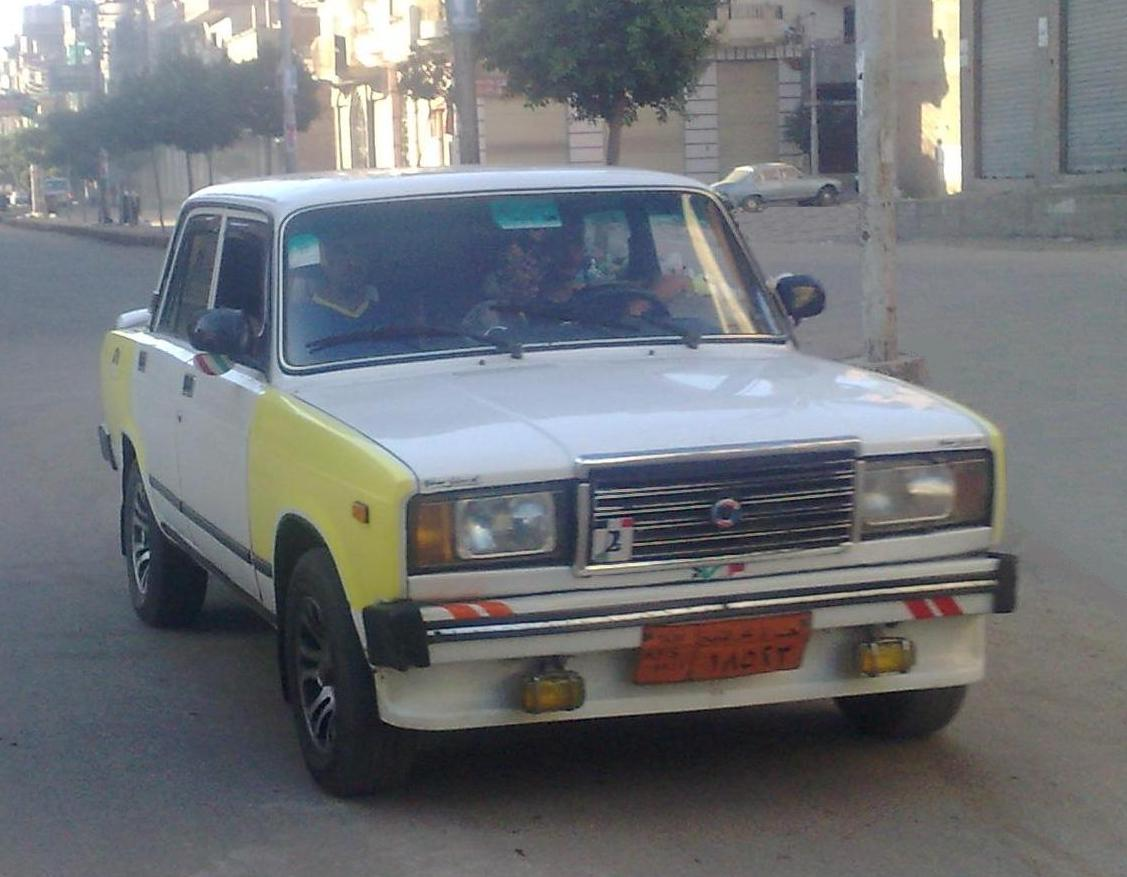
سيارة أجرة بالمدينة طراز لادا 2107
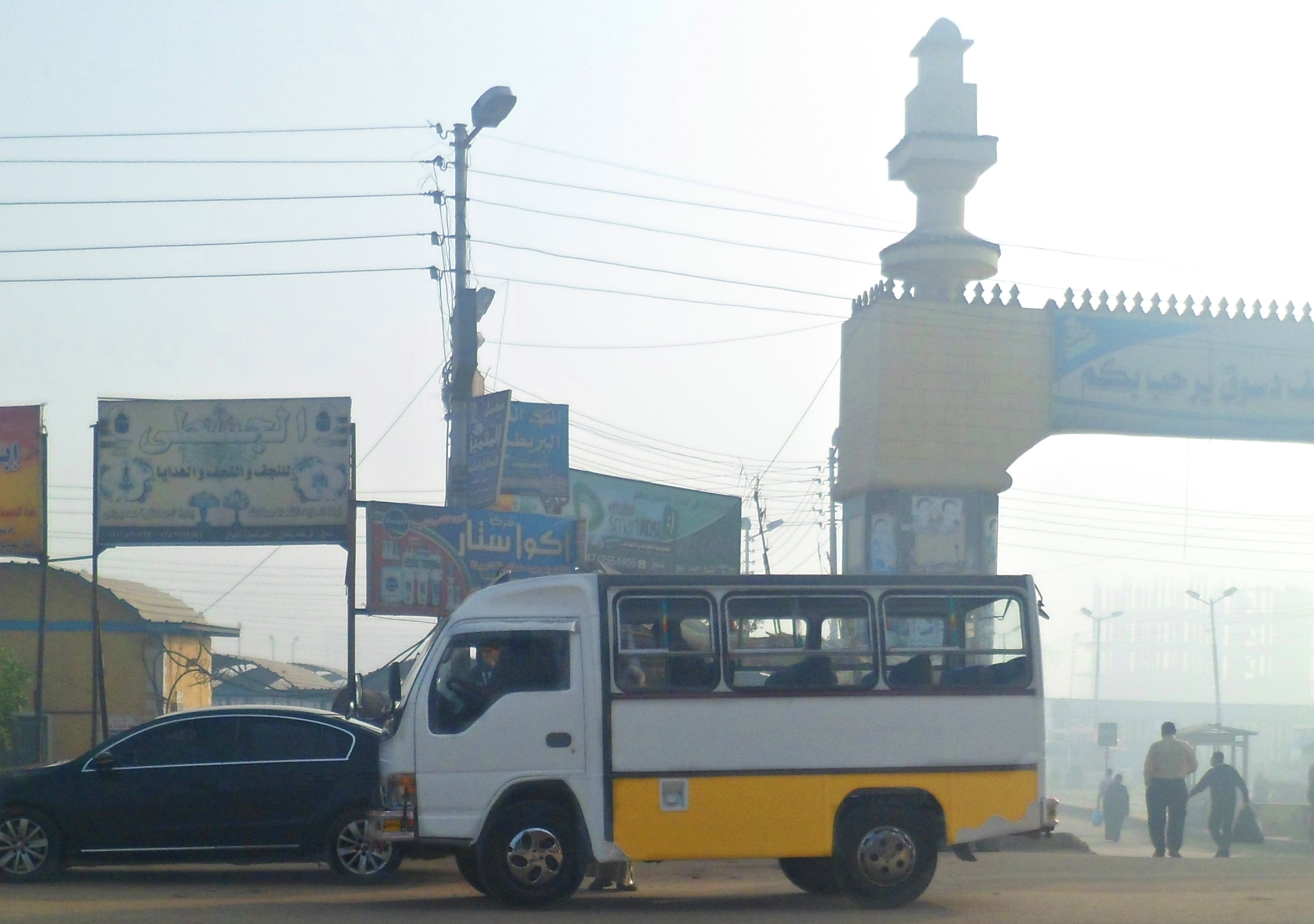
أحد حافلات النقل الداخلي
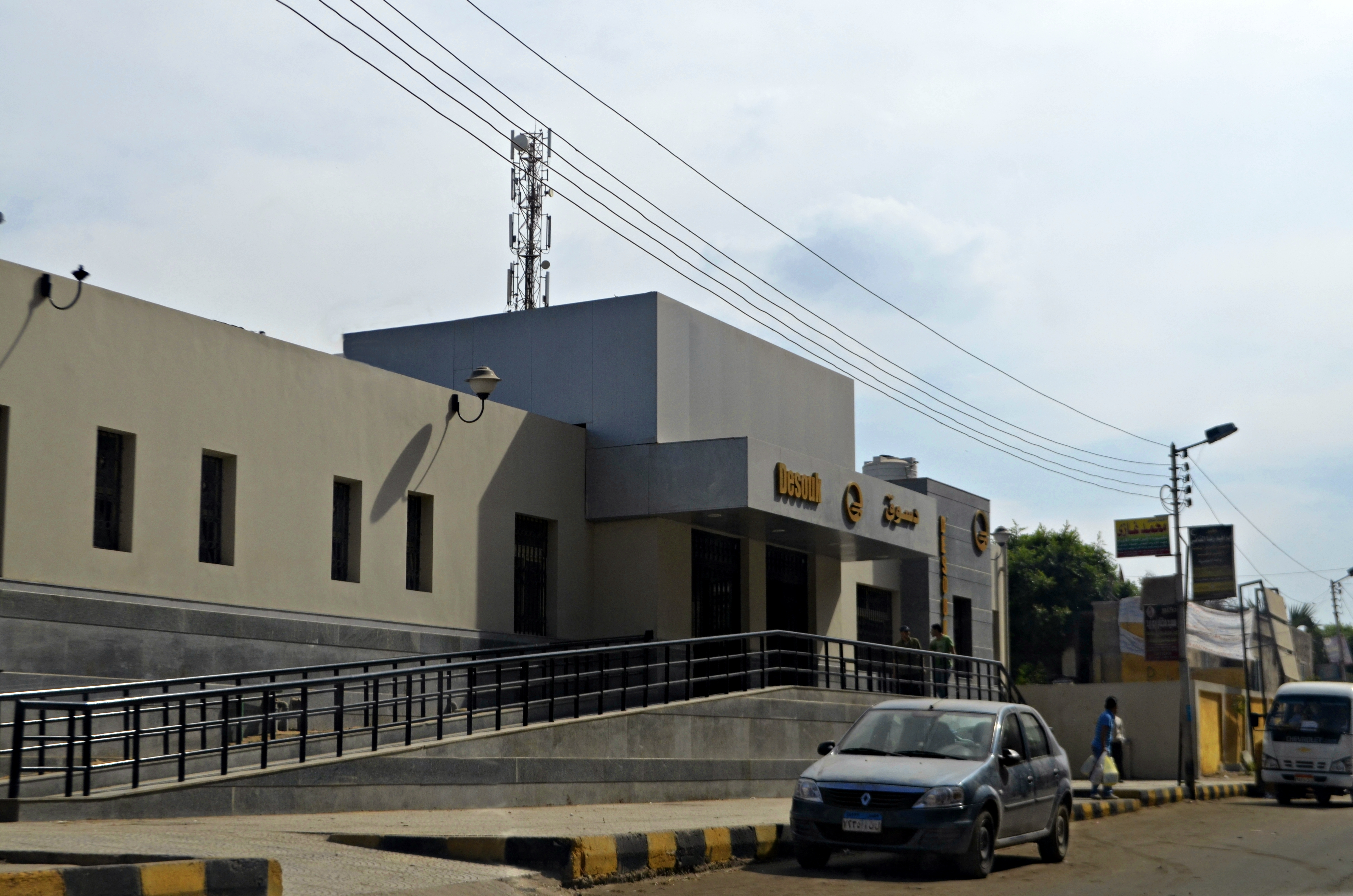
محطة قطار دسوق
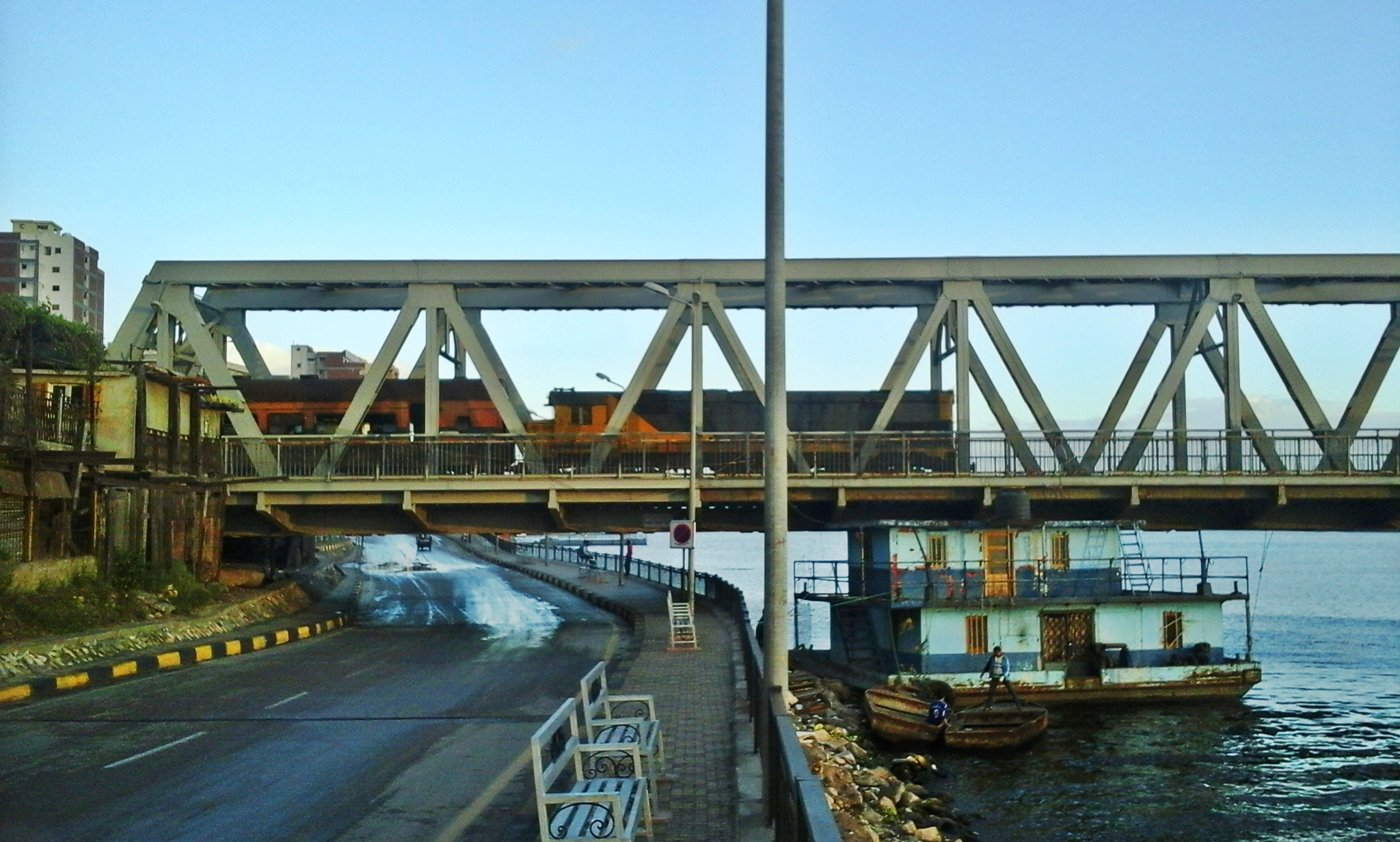
قطار دسوق المتجه إلى دمنهور على كوبري دسوق
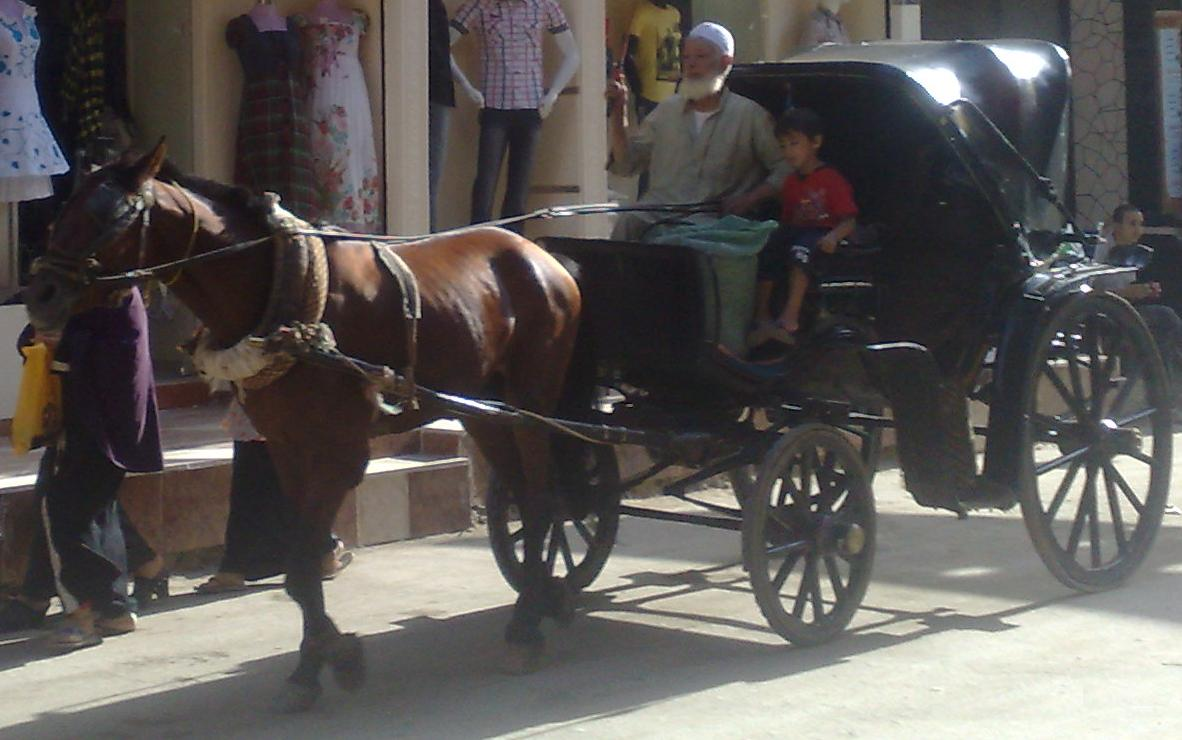
عربة حنطور

### النقل النهري

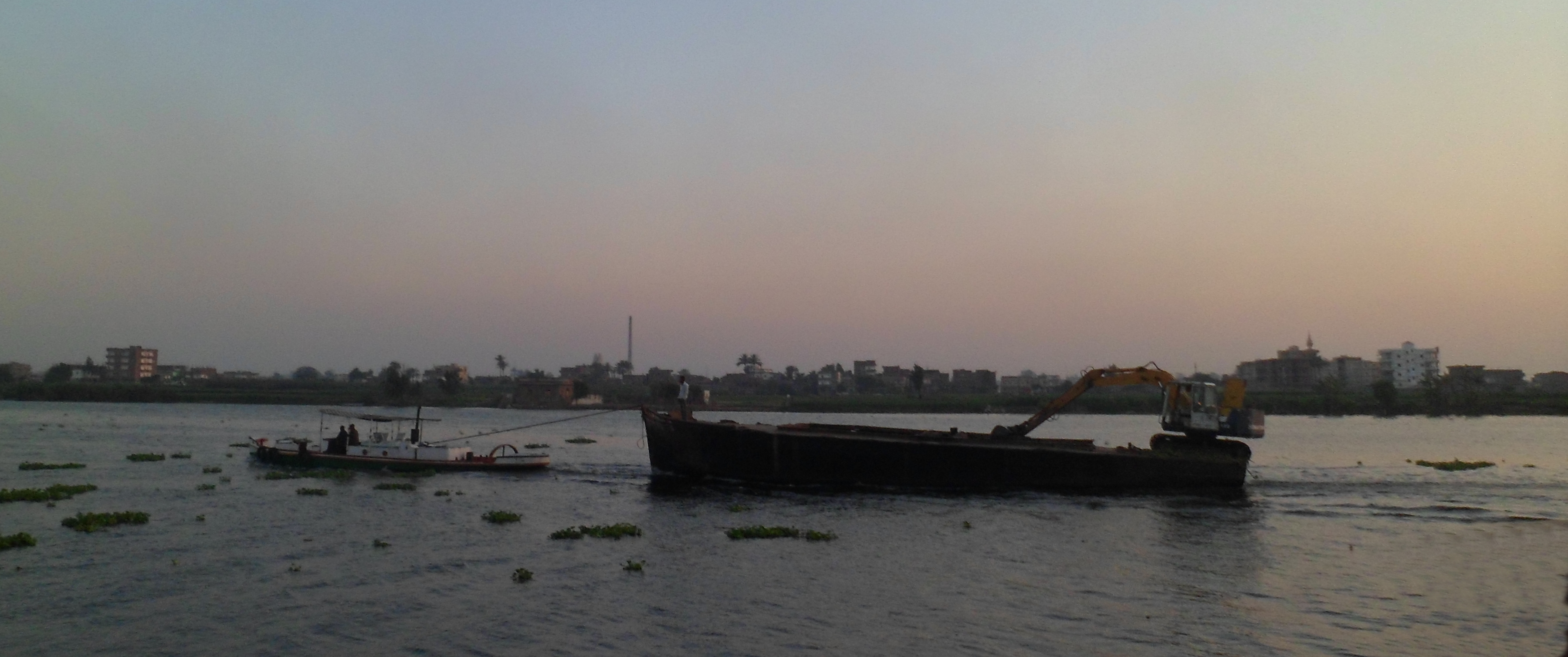
سفينة تستخدم لأغراض نقل البضائع
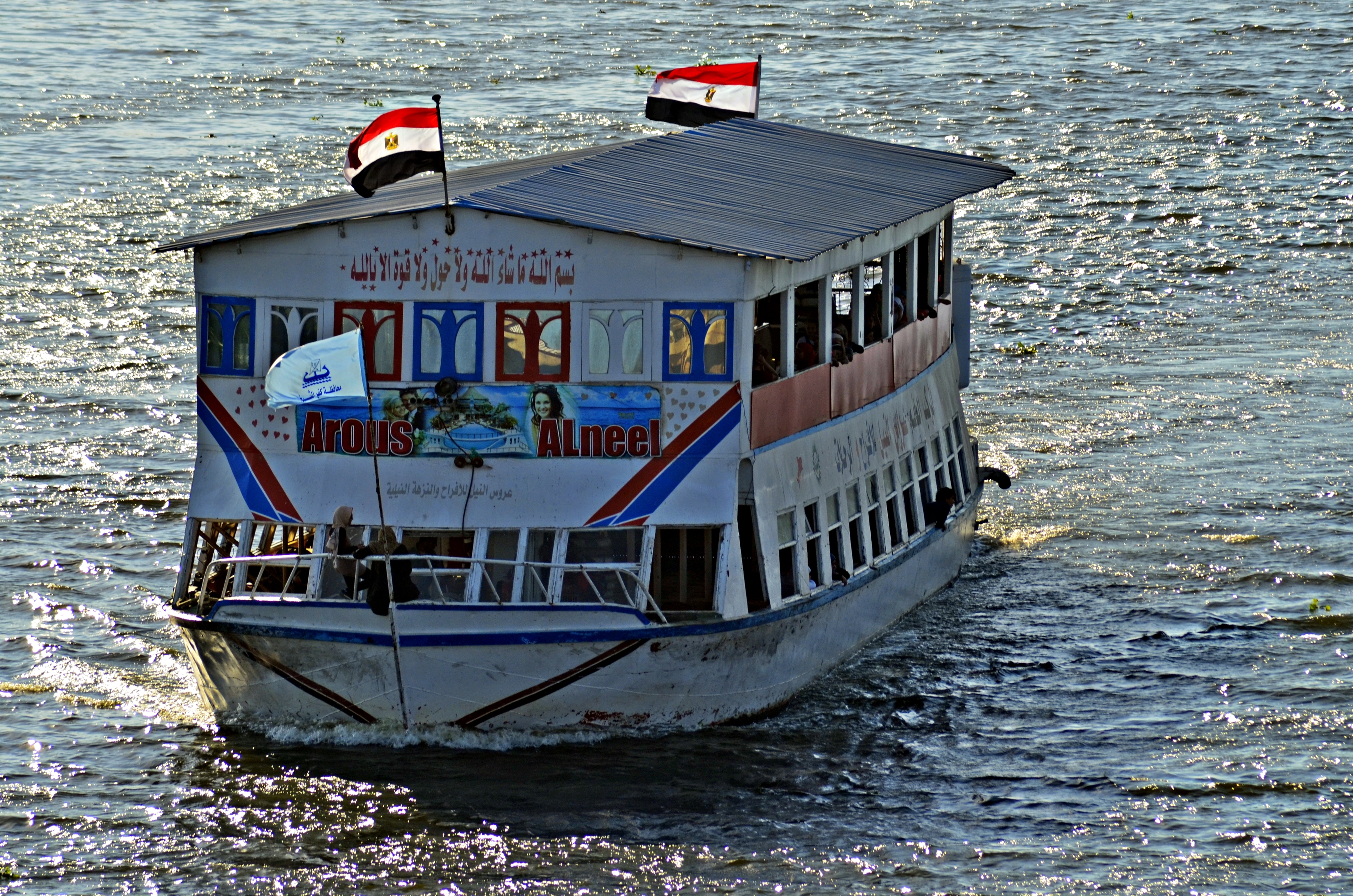
سفينة لأغراض النزهات النيلية والحفلات
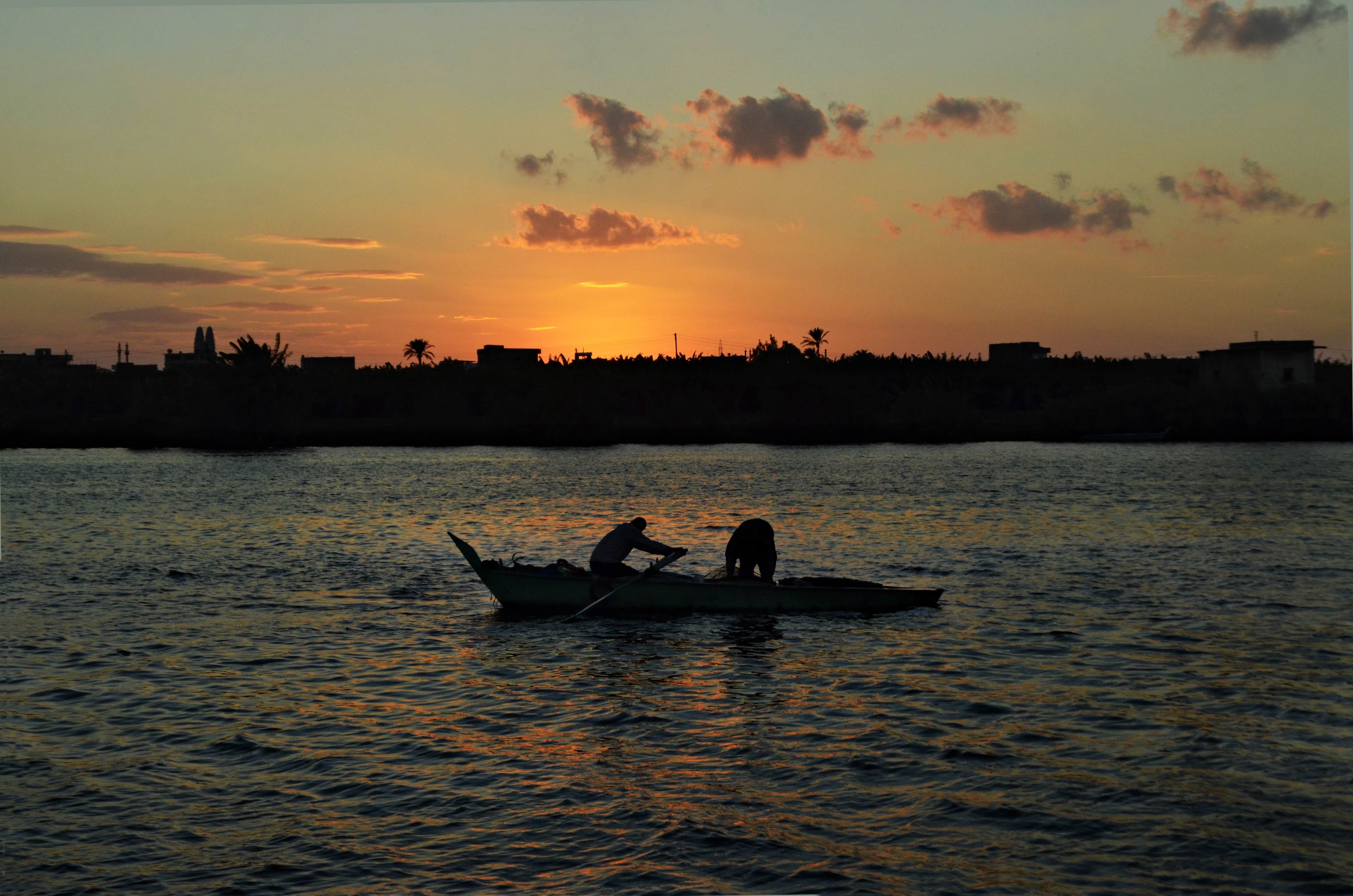
قارب صيد
قوارب سياحية

## وصلات خارجية
- الموقع الرسمي لمحافظة كفر الشيخ.
- كفراوي - دليل محافظة كفر الشيخ، مركز دسوق.